# Grallipeza obscura
Grallipeza obscura är en tvåvingeart som beskrevs av Willi Hennig 1934. Grallipeza obscura ingår i släktet Grallipeza och familjen skridflugor.
Artens utbredningsområde är Bolivia. Inga underarter finns listade i Catalogue of Life.